# Lode Meeus
Karel Lodewijk ("Lode", "Louis" en "Lowie") Meeus (Londerzeel, 13 november 1892 – aldaar, 15 mei 1971) was een Belgisch componist, dirigent, organist en leraar. Hij was de zoon van de componist en organist August Meeus, die van 1875 tot 1924 ook dirigent was van de Koninklijke Fanfare "Sint-Cecilia" Londerzeel Sint-Jozef.

## Levensloop
Meeus bespeelde op jonge leeftijd het orgel in de parochiekerk en was vanaf 1906 lid van de Koninklijke Fanfare "Sint-Cecilia" Londerzeel Sint-Jozef. In het klooster van de ursulinen kreeg hij notenleer en pianoles. In 1911 behaalde hij aan de normaalschool te Mechelen het getuigschrift voor onderwijzer en volgde er ook orgellessen. In de tussentijd schreef hij al eerste kleine werkjes, liedjes op teksten van J. Tysmans (Avond, Van 'tdwergsken, Moeders wiegenlied). Aan de gemeentelijke jongensschool te Londerzeel werd hij in 1913 als onderwijzer benoemd en bleef in deze functie tot 1945. 
Tijdens de Eerste Wereldoorlog componeerde hij pianomuziek en revues voor de soldaten zoals Aan de boorden van de IJzer (1916), "'t Is kolossaal (1916) en in 1917 Ze zullen hem niet temmen en Dixmuide. Vanaf 1924 speelde hij piano in de bioscopen ter begeleiding van de stomme films. Naast het orgelspel in de parochiekerk verzorgde hij regelmatig de dagmis in het rusthuis. In 1924 behaalde hij aan het Koninklijk Conservatorium te Brussel zijn diploma als componist. 
Als dirigent was hij in de amateuristische muziekbeoefening werkzaam, onder andere bij de Koninklijke Fanfare "Sint-Cecilia" Londerzeel Sint-Jozef (1924-1965), Koninklijke Fanfare Hoop in de Toekomst Steenhuffel (1926-1956), Koninklijke Fanfare De Vrije Vlaamse Zonen Nieuwenrode (1930-1965) en Koninklijke Fanfare Willen is Kunnen Tisselt (1937-1957). 
Als componist had hij een grote voorliefde voor de typische fanfaremuziek. Naast rond 200 marsen, die in Europa, Afrika (Zaïre, Zuid-Afrika), Noord-Amerika en Azië (Japan, Zuid-Korea) uitgevoerd werden, schreef hij liederen, cantates, toneelmuziek en gelegenheidswerken. 
Meeus was gehuwd met Clothilde Tysmans. 
In 1994 werd een pleintje op de hoek van de Kerkhofstraat, Mechelsestraat en Dorpsstraat van Londerzeel naar hem genoemd.

## Composities

### Werken voor harmonie- en fanfareorkesten
- 1923 Sint Cecilia, processiemars
- 1927 Alaska, mars
- 1948 Iowa, mars
- 1965 Harlekijn, mars
- 1965 Moed
- Cayala, mars
- Derby, mars
- Good Luck, mars
- Leopold III, mars
- Mars
- Optimist, mars
- Paljas, mars
- Stap in, mars
- Vlam, mars
- Volharding, mars

### Cantates
- 1946 Huldecantate
- 1950 Klokkencantate

### Toneelwerken

#### Schouwspel
- 1922 Het licht, muziek voor het theaterspel van Lode Dosfel

### Vocale muziek
- 1923 Strijvaardig - tekst: Gerard Walschap
- Dreaming
- Remember London

### Kamermuziek
- 1949 Kippengesnater